# Metal Evolution
Metal Evolution ist eine Dokumentations-Reihe über die Entwicklung des Musikgenres Heavy Metal aus dem Jahr 2011. Produziert wurde die Reihe vom kanadischen Unternehmen Banger Films für den Musiksender VH1, Regie führten Sam Dunn und Scot McFadyen, die auch für das Drehbuch verantwortlich zeichnen. In insgesamt zwölf rund 45-minütigen Episoden wird die Geschichte des Heavy Metal von seinen Ursprüngen Ende der 1960er Jahre bis in die Gegenwart nachgezeichnet.

## Hintergründe
Die Idee und das Konzept basieren auf dem „Metal-Evolutionsbaum“, den Dunn und McFadyen im Rahmen des Projektes Metal – A Headbanger’s Journey entwickelt hatten. Die beiden Filmemacher hatten beim Musiksender VH1 Classic eine Sendung, in der sie bereits Interviews mit Persönlichkeiten aus der Rockmusik und dem Metal führten. Als sie mit dem Sender über weitere Projekte sprachen, entstand die Idee zu einer Dokumentarfilmreihe über den Heavy Metal. VH1 war von der Idee begeistert, und so entstanden elf eigenständige Filme über die verschiedenen Entwicklungsphasen und Subgenres des Heavy Metal. Moderiert werden die Filme von Sam Dunn und es werden Ausschnitte aus Konzerten von Metal-Bands sowie Interviews mit bekannten Musikern, Labelbetreibern und Musikjournalisten gezeigt. Die englischsprachige Erstausstrahlung erfolgte ab November 2011 beim kanadischen Musiksender MuchMore sowie beim amerikanischen Sender VH1 Classic, die deutschsprachige ab November 2012 bei iM1. Die Serie war für den Canadian Screen Awards 2013 in der Kategorie Beste Dokumentation nominiert. Im März 2012 erschien die Reihe auf DVD. 2012 kündigte Banger Films an, unter dem Titel The Lost Episode einen zwölften Teil der Dokumentation drehen zu wollen, der sich mit dem Extreme Metal befasst. Im Rahmen einer Fundraising-Kampagne wurden rund 40.000 US-Dollar gesammelt, die für die Fertigstellung dieser Episode im Laufe des Jahres 2013 verwendet wurden.

## Kritiken
Das Ox-Fanzine lobt zwar die Idee, bemängelt aber das Fehlen der extremen Spielarten des Heavy Metal wie Death Metal oder Black Metal. So sei es den Machern nicht gelungen, das Konzept befriedigend umzusetzen und es bleibe ein „schaler Nachgeschmack“:

„Ihr Konzept, die Entwicklung des Metals mit musikhistorischen Stammbäumen zu erläutern, konnten sie aber nicht vollends befriedigend umsetzen. „Metal Evolution“ zeigt die Ursprünge, den Wachstum und die Krisen des Genres von den Sechzigern bis heute anhand von Interviews, Archivmaterial und Dunns Kommentaren teils intensiv, teils nur anreißend, die Entscheidung aber, diversen Subgenres je eine Folge primär zu widmen, reißt Löcher in die Geschichte.“

Ähnlich kritisch sieht es das Amboss Mag, die Serie lege den Fokus zu sehr auf die bekannten Bands und Musiker wie Slayer, Metallica und Iron Maiden, während man den Underground fast vollständig vernachlässige. Doch auch das Magazin sieht Metal Evolution insgesamt positiv:

„Für echte Insider gibt es nicht viel bahnbrechend Neues zu entdecken, aber wenn man die Doku schaut, bekommt man unendlich viel Lust, die alten Platten aufzulegen.“

## Episodenliste
| Nr. | Titel                            | Erstausstrahlung  | Erstausstrahlung  | Erstausstrahlung  |
| Nr. | Titel                            | Kanada            | USA               | Deutschland       |
| --- | -------------------------------- | ----------------- | ----------------- | ----------------- |
| 1 | Pre-Metal                        | 25. November 2011 | 11. November 2011 | 1. November 2012  |
| Die erste Episode befasst sich mit den Ursprüngen des Heavy Metal. Die Suche beginnt in Memphis, der Geburtsstadt des Rock ’n’ Roll. |                                  |                   |                   |                   |
| 2 | Early Metal, Part 1: US Division | 25. November 2011 | 19. November 2011 | 8. November 2012  |
| Die Suche nach den Anfängen des Metal in den USA beginnt mit dem Detroit Rock. Außerdem untersucht die Folge die Auswirkungen der ausklingenden Hippie-Bewegung auf die Entwicklung der Musik hin zu düstereren und schwereren Klängen.                                                                                                  |                                  |                   |                   |                   |
| 3 | Early Metal, Part 2: UK Division | 2. Dezember 2011  | 3. Dezember 2011  | 15. November 2012 |
| Unabhängig von den USA entwickelte sich in Großbritannien eine eigene Szene, deren Ursprünge in dieser Folge gezeigt werden. Der Fokus liegt auf Bands wie Black Sabbath und Judas Priest. |                                  |                   |                   |                   |
| 4 | New Wave of British Heavy Metal  | 9. Dezember 2011  | 10. Dezember 2011 | 22. November 2012 |
| Die New Wave of British Heavy Metal wird als die bis dahin erfolgreichste Ära in der Entwicklung des Heavy Metal gezeigt. Besonderes Augenmerk gilt der ersten Kommerzialisierung des Genres. |                                  |                   |                   |                   |
| 5 | Glam Metal                       | 16. Dezember 2011 | 17. Dezember 2011 | 29. November 2012 |
| Glam Metal wird als erste Spielart des Metal präsentiert, die sich neben der Musik über das äußere Erscheinungsbild der Künstler definiert. Neben dem enormen kommerziellen Erfolg in den 1980er Jahren von Bands wie Def Leppard wird auch der kritische Blick der übrigen Szene auf diese Spielart des Heavy Metal thematisiert.       |                                  |                   |                   |                   |
| 6 | Thrash                           | 30. Dezember 2011 | 23. Dezember 2011 | 6. Dezember 2012  |
| Diese Folge zeigt, wie die NWOBHM in den USA rezipiert wurde und wie sich daraus der Thrash Metal entwickelte. Zu Wort kommen unter anderen Lars Ulrich (Metallica), Dave Mustaine (Megadeth) und Scott Ian (Anthrax). Die Episode kommt zu dem Ergebnis, dass die Musik von Motörhead als Blaupause für den Thrash Metal anzusehen ist. |                                  |                   |                   |                   |
| 7 | Grunge                           | 6. Januar 2012    | 29. Dezember 2011 | 13. Dezember 2012 |
| Sam Dunn geht der Frage nach, woher Grunge kommt und warum er die Metal-Fans so polarisiert hat. Er zeigt Grunge als Gegenstück zum radio- und fernsehtauglichen Metal der späten 1980er Jahre. |                                  |                   |                   |                   |
| 8 | Nu Metal                         | 20. Januar 2012   | 6. Januar 2012    | 20. Dezember 2012 |
| Diese Episode zeichnet die Entwicklung des Nu Metal von seinen Anfängen bis zu seinem Niedergang nach. Im Fokus stehen Rage Against the Machine, Faith No More, Korn und die Deftones. |                                  |                   |                   |                   |
| 9 | Shock Rock                       | 27. Januar 2012   | 13. Januar 2012   | 27. Dezember 2012 |
| Ausgehend vom Psychedelic Rock und dem vor allem in Großbritannien populären Glam Rock bildete sich im Heavy Metal das Subgenre „Shock Rock“ heraus. Als stilprägender und wichtigster Vertreter wird Kiss präsentiert. Zu Wort kommt neben anderen Musikern Alice Cooper.                                                               |                                  |                   |                   |                   |
| 10 | Power Metal                      | 3. Februar 2012   | 20. Januar 2012   | 3. Januar 2013    |
| In der Schnittmenge aus den Riffs von Ritchie Blackmore, der Musik der Scorpions und der Präzision von Judas Priest entstand der Power Metal. Sam Dunn zeigt einen weltweiten Querschnitt des Genres von Europa über die USA, Kanada und Südamerika bis nach Japan.                                                                      |                                  |                   |                   |                   |
| 11 | Progressive Metal                | 10. Februar 2012  | 27. Januar 2012   | 10. Januar 2013   |
| Progressive Metal wird als Subgenre präsentiert, dessen Wurzeln im Progressive Rock von The Who oder King Crimson liegen. Als Begründer wird die kanadische Band Rush gezeigt. Die Episode zeichnet den Entwicklungsprozess von seinen Anfängen bis zu seiner enormen Vielfalt in der Neuzeit nach.                                      |                                  |                   |                   |                   |
| 12 | Extreme Metal: The Lost Episode  | 15. April 2014    | –                 | –                 |
| Produziert nach der Ausstrahlung der ersten elf Teile. Die Episode zeigt die Entwicklung des Death Metal in Florida, des Black Metal, des Grindcore und anderer extremer Subgenres des Heavy Metal. Ermöglicht wurde die Produktion durch eine Indiegogo-Kampagne.                                                                       |                                  |                   |                   |                   |